# Комменж (графство)
Графство Комменж (фр. Comté de Comminges) — феодальное владение на юге Франции, существовавшее в X—XV вв.

## История
Графство Комменж первоначально было частью Гасконского герцогства и охватывало большую часть епископства Комменж (за исключением части, входившей в графство Аур) и епископство Кузеран. Впоследствии графство отделилось от Гаскони и стало полунезависимым владением.
Первым графом Комменжа, достоверно подтверждённым историческими источниками, был Аснар III, сын Лупа Аснара, возможно, также графа Комменжа. Его род происходил от герцога Гаскони Аснара Санша. Эта версия происхождения Аснара III подкрепляется первичными источниками. В 932 году он признал сюзеренитет короля Западно-Франкского государства Рауля.
Следующие два графа не относились к Гасконскому дому. Известны только три представителя этой династии, из которых два графа, Бернар Эд и Раймунд Бернар, были графами Комменжа. После них управление графством перешло к дому де Комменж.
Происхождение этого рода достоверно неизвестно. Графы передавали графство Комменж своим младшим сыновьям, что мешает точно восстановить генеалогию дома де Комменж. Возможно, они были потомками Аснара III. Скорее всего, все последующие графы Комменжа были представителями одного и того же рода, хотя точное родство представителей данного дома иногда основано только на предположениях.
В середине X века упоминаются два брата, Арно и Роже, которые могли быть сыновьями Аснара III. Вероятно, супругой Арно I была графиня Каркассона Арсинда. Их сыном был Роже I Каркассонский. Вторым сыном Арно был граф Разеса Эд. Другой брат, Роже I, предположительно имел сына Арно II и внука Роже II. От Роже II, предположительно, происходят все последующие графы Комменжа.
Графы Комменжа были полунезависимы до XIII века. Граф Бернар V поклялся в августе 1226 года в верности королю Франции Людовику VIII, а 18 ноября 1244 года признал сюзеренитет графов Тулузы над всеми своими владениями в Комменже и Кузеране. Графство перешло к французской короне после смерти Матье де Фуа в 1453 году.